# Alice Delaye
Pour les articles homonymes, voir Delaye.
Alice Delaye, née le 22 juin 1884 à Saint-Maur et morte le 28 décembre 1963 à Paris, est une peintre portraitiste et paysagiste française.

## Biographie
Fille du lithographe Charles Delaye, Alice Delaye naît le 22 juin 1884 à Saint-Maur.
Élève de Jean-Paul Laurens, Louis Roger et François Schommer, elle expose au Salon des artistes français dès 1908 et y obtient une mention honorable en 1914, année où elle remporte le Prix Théodore Ralli, une médaille de bronze en 1924 et une médaille d'argent en 1925. En 1929, elle y présente les toiles Pastorale et Les Enfants.
On lui doit aussi des affiches produits dans l'atelier de son père Charles Delaye.
Alice Delaye meurt le 28 décembre 1963 en son domicile, au no 74, rue Amelot  dans le 11e arrondissement de Paris, et, est inhumée au Cimetière du Montparnasse (22e division).